# فلیپ آلوز دسوزا
فلیپ آلوز با نام کامل فلیپ آلوز دسوزا (به پرتغالی: Felipe Alves de Souza) (زادهٔ ۲۵ مارس ۱۹۸۲ در ریو دوژانیرو، برزیل) بازیکن فوتبال برزیلی است.وی در پست هافبک بازی کرده دسوزا در سال ۱۳۸۷ به تیم ملوان رفت و در همان فصل اول به یکی از بازیکنان کلیدی تبدیل شد و در سال ۱۳۸۹ با امضای قراردادی به تیم استقلال تهران منتقل شد.
وی در اردیبهشت سال 1390 به صورت توافقی قرداد خود با باشگاه استقلال را فسخ کرد و به باشگاه ذوب آهن اصفهان پیوست.